# Montot-sur-Rognon
Montot-sur-Rognon là một xã thuộc tỉnh Haute-Marne trong vùng Grand Est đông bắc nước Pháp. Xã này nằm ở khu vực có độ cao trung bình 355 mét trên mực nước biển.